# 多亲
深圳市多亲科技有限公司（简称：多亲）是一家中国小型手机公司。多亲属于小米生态链品牌，受小米集团投资与支持。
多亲生产的设备常被归类为极简手机或防沉迷手机，此类设备的功能简单，可使用的应用程序也会受到限制。

## 概述
多亲的产品线主要由用于基本通讯的手机组成，通常对某些应用程序或功能设有限制。一些型号运行基于Android操作系统的定制版本，另一些则使用自主开发的软件。该品牌的设备常被希望减少屏幕使用时间的用户或偏好极简手机设计的人士使用。
虽然多亲并非小米直接拥有的品牌，但它是小米生态链的一部分。这种关联使多亲能够使用小米的供应链、销售渠道和产品研发资源。多亲以独立方式运营，但隶属于更广泛的小米生态系统。小米的生态链包括多个保持自身运营的附属公司，同时受益于小米的基础设施和投资。

### 产品

#### Qin 3 Ultra
Qin 3 Ultra于2023年发布，是一款小尺寸的 Android 智能手机。它配备5.02英寸IPS显示屏、联发科Helio G99处理器、8 GB内存和256 GB内部存储。该设备运行基于Android 12的定制启动器，限制对游戏和社交媒体应用的访问。手机还配备了 800 万像素后置摄像头、500 万像素前置摄像头和 2500 毫安时电池。
Qin 3 Ultra专注于减少数字干扰，一些媒体将其称为“极简主义”或“防沉迷”手机。

#### Qin F21 Pro / Qin F22 Pro
此型号配有较小的触控屏幕，并运行功能受限的Android系统。Qin F22 Pro配备3.54 英寸屏幕、4 GB内存、64 GB存储空间和800万像素后置摄像头。